# Кульки
«Кульки» (рос. Шарики) — відеогра в жанрах головоломка і «три в ряд», розроблена російським програмістом із Кемерово Євгеном Алемженим для платформи DOS у 1994 році.
«Кульки» — це гра, на основі якої був сформований жанр «три в ряд»: гра є предком Bejeweled, яка пізніше популяризувала цей жанр.

## Ігровий процес
Ціль гри полягає в тому, щоб збирати по три та більше кульки одного кольору у вертикальні або горизонтальні лінії, після чого кульки зникають і на їх місці з'являються нові. Гра закінчується лише тоді, коли немає можливих комбінацій на ігровому полі.

## Ремейки та клони
На основі цієї гри було зроблено багато ремейків, що використовували ігрову механіку цієї гри. Зокрема: Shariki for Windows, Super Shariki, Falling Bubbles, Bubble Shooter. Також гра породила безліч клонів:
- KDiamond — у наборі ігор KDE Games
- Bejeweled від компанії PopCap Games
- Jewel Quest
- Puzzle Quest: Challenge of the Warlords
- Aurora Feint
- Super Jewel Quest